# 383 マディソン・アベニュー
383 マディソン・アベニュー (383 Madison Avenue) は、ニューヨーク市マンハッタンの超高層ビルである。以前はベアー・スターンズ・ビル (Bear Stearns Building) という名前だった。

## 概要
383 マディソン・アベニューは46丁目と47丁目の間のマディソン・アベニューに面する区画に位置し、住所は383 マディソン・アベニューである。完成以来ベアー・スターンズの本社ビルとして使用されていたが、経営破綻により2008年にJPモルガン・チェースへと売却された。
設計はスキッドモア・オーウィングズ・アンド・メリルのen:David Childsである。47階建ての高さ230 m (755 ft) で、床面積は110,000 square meters (1,200,000 sq ft) である。2001年に竣工し、2002年に開業した。この場所は1980年代にen:G Ware Travelsteadよって72階建てのTravelstead Tower（コーン・ペダーセン・フォックス設計）を建設する提案がなされていたが、実現しなかった。
このビルは直方体の土台の上に正八角形のビルが乗っており、最上部には高さ20 m (70 ft) のガラスで覆われている。このポストモダニズムデザインは周囲の機能重視の画一的なモダニズムデザインのビルとは一線を画している。
en:William D. Cohan著作のHouse of Cards: A Tale of Hubris and Wretched Excess on Wall Street (2009) の表紙にはこのビルの写真が使われている。

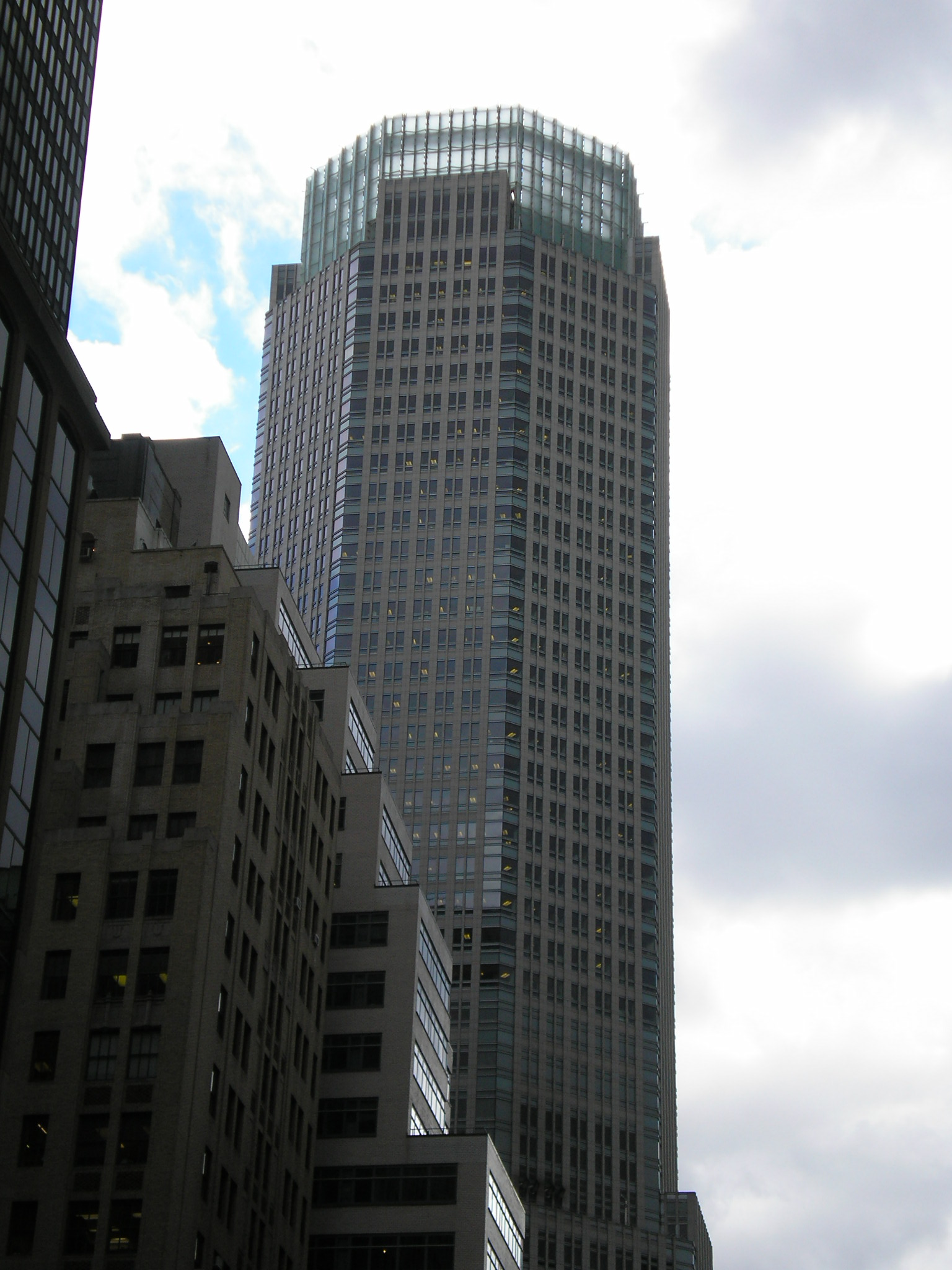
ガラス製のビル上部